# Jungle (Jungle)
Jungle è il primo ed eponimo album in studio del gruppo musicale britannico Jungle, pubblicato nel 2014.

## Tracce
1. The Heat – 3:16
2. Accelerate – 3:04
3. Busy Earnin' – 3:01
4. Platoon – 3:12
5. Drops – 2:53
6. Time – 3:33
7. Smoking Pixels – 1:47
8. Julia – 3:15
9. Crumbler – 3:02
10. Son of a Gun – 3:28
11. Lucky I Got What I Want – 4:16
12. Lemonade Lake – 4:19

## Formazione
- Josh Lloyd-Watson
- Tom McFarland
- Rudi Salmon– voce
- F. Maccoll – chitarra
- D. Whalley – percussioni
- G. Day – batteria